# Parque nacional El Tamá
El Parque Nacional El Tamá es un parque nacional de Venezuela, un área protegida de 139.000 ha, localizada en los estados Táchira (125.100 ha, 90% de la superficie del parque) y Apure (13.900 ha, 10% de la superficie del parque), en la frontera con Colombia. Creado como parque nacional el 12 de diciembre de 1978, por el entonces presidente Carlos Andrés Pérez.
El parque está emplazado en los páramos de Tamá, con una altitud de 3320 m s. n. m., Cerro El Cobre con 3613 m s. n. m. y Judío con 3372 m s. n. m., ocupando las partes altas de las cuencas de los ríos: Carapo, Chiquito, Quinimarí, Quite, Burguita, Burgua, Nula, Nulita, Sarare, Cutufí y Oirá, y las cuencas de los ríos Frío y Negro; en jurisdicción de los Municipios Junín, Córdoba y Libertador del Estado Táchira y Páez del Estado Apure. Fue justificada su creación por constituir un excepcional santuario natural de flora, fauna y bellezas escénicas, así como la totalidad del área de las cuencas de los ríos Frío y Negro, que representan un valioso sistema de zonas protectoras del recurso agua, cuya preservación es de utilidad pública para el bienestar colectivo del Estado Táchira y de la región de los Andes.

## Objetivos
Según el Plan de Ordenamiento y Reglamento de Uso Parque Nacional “El Tamá”, de fecha 5 de diciembre de 1991, los objetivos del parque son los siguientes:

El objetivo fundamental del Parque es preservar y conservar los ecosistemas naturales y paisajes relevantes y representativos de la zona andina suroccidental de Venezuela, específicamente del Macizo El Tamá, mediante el cumplimiento de los siguientes objetivos específicos:

1. Garantizar la continuidad en territorio venezolano de los ecosistemas presentes en la cordillera Oriental de Los Andes colombianos, de tal forma que el Parque nacional El Tamá y el Parque natural nacional El Tamá de la República de Colombia lleguen a conformar una unidad funcional de conservación.
2. Conservar los ecosistemas de páramo pluvial subandino formaciones montanas y bosque húmedo tropical.
3. Conservar la diversidad biológica y la regulación del ambiente, garantizando el flujo normal de energía entre los ecosistemas.
4. Proteger hábitats de especies de flora y fauna raras, endémicas o en peligro de extinción.
5. Conservar rasgos geomorfológicos o formas de relieve únicos de estas áreas, como representación genuina de la evolución de las mismas.
6. Conservar los recursos hídricos fundamentales para proyectos de desarrollo y el suministro a la población de la región.
7. Conservar áreas naturales para la investigación científica, educación ambiental, recreación, turismo.
8. Conservar los sitios, objetos y estructuras de nuestro patrimonio históricocultural, en particular los poblados autóctonos de San Vicente y Providencia y el área histórica de La Petrólea, así como cualquier otra manifestación de la tradicióncultural del sector.

9. Mejorar el nivel medio de vida de los habitantes de las áreas aledañas al Parque, así como las poblaciones autóctonas mencionadas en el numeral anterior, a través del flujo de recursos económicos generado por el turismo.

## Características

### Altimetría

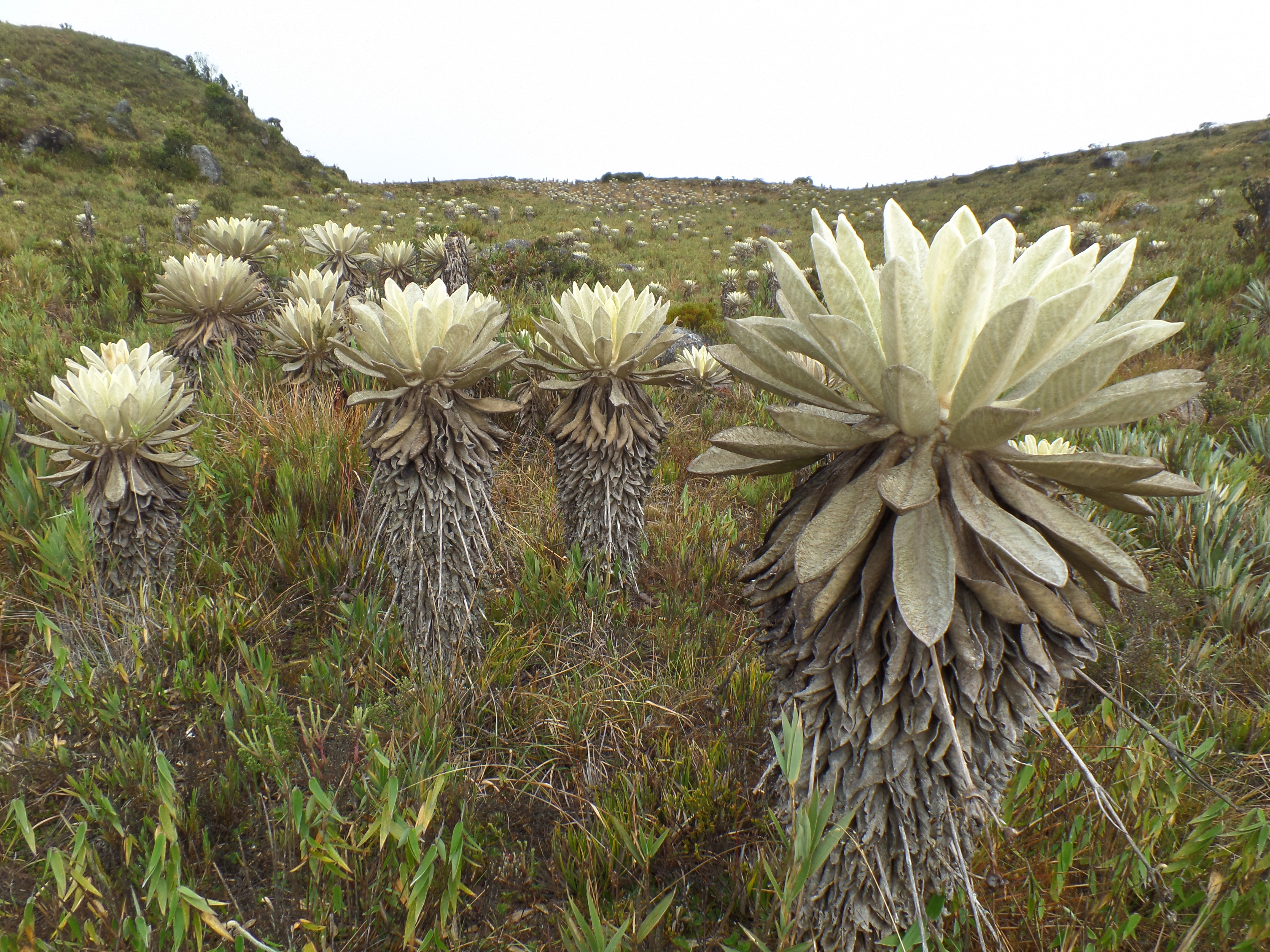
Frailejones grandes en el Parque Nacional El Tamá.

Entre 3.320 y 3.613 m s. n. m.

### Clima
Lluvioso cálido, con temperaturas que oscilan entre los 6 y los 30 °C de acuerdo a la altitud, dadas las notables variaciones del relieve del parque y una precipitación entre 2.000 y 4.000 mm.

### Vegetación
Posee Frailejones, helechos, orquídeas y pino laso. Además, predominan el bosque premontano, el bosque húmedo montano, la selva nublada y el páramo subalpino.

### Fauna
Se encuentran protegidas, gracias al refugio del parque nacional, las siguientes especies: 

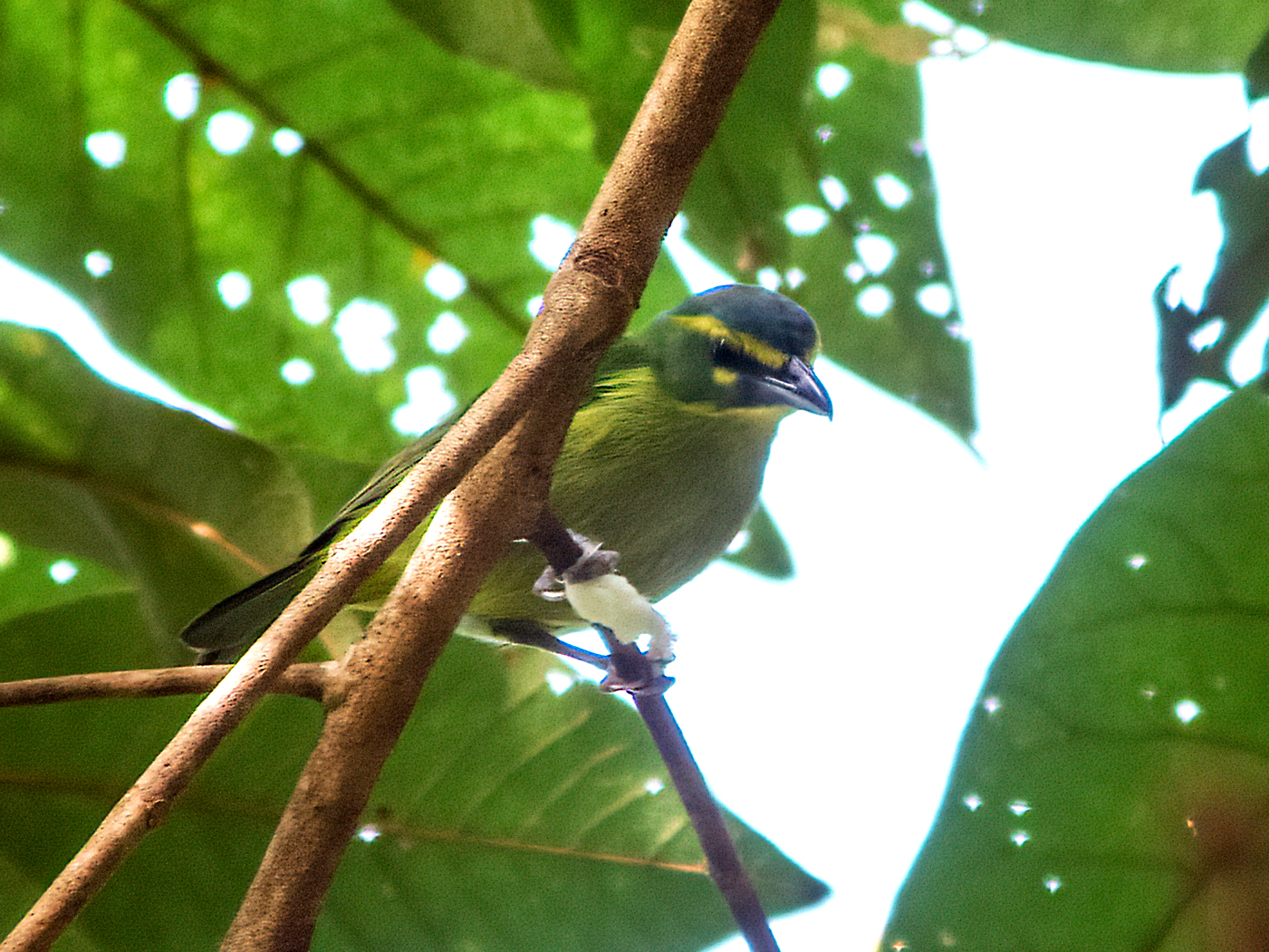
Vireolanius eximius, parte de la fauna del parque.

- Oso frontino (Tremarctos ornatus)
- Cunaguaro (Leopardus pardalis)
- Pacarana (Dinomys branickii)
- Lapa (Agouti paca)
- Faro (Didelphimorphia)
- Danta (Tapirus terrestris)
- Gallito de las sierras
- Paují copete de piedra
- Guácharo
- Hormiguero tororoi tachirense (Grallaria chthonia) [4]
- Carpintero barreteado barriga amarilla (Veniliornis dignus)

En el parque también se han descrito especies endémicas de mariposas como Catasticta revancha, entre otros.

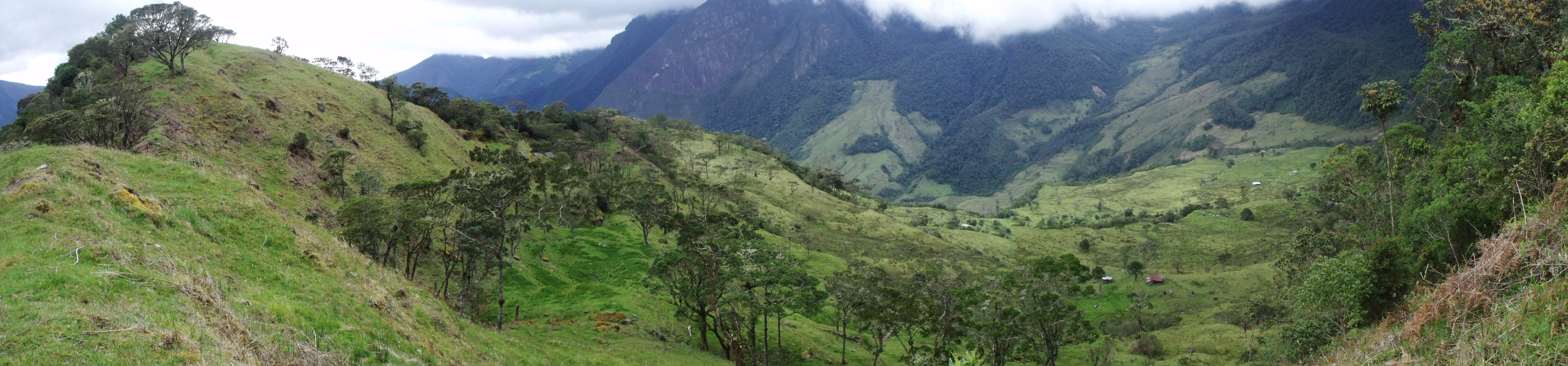
Panorámica del Páramo de Copas.